# Elmer Kraemer

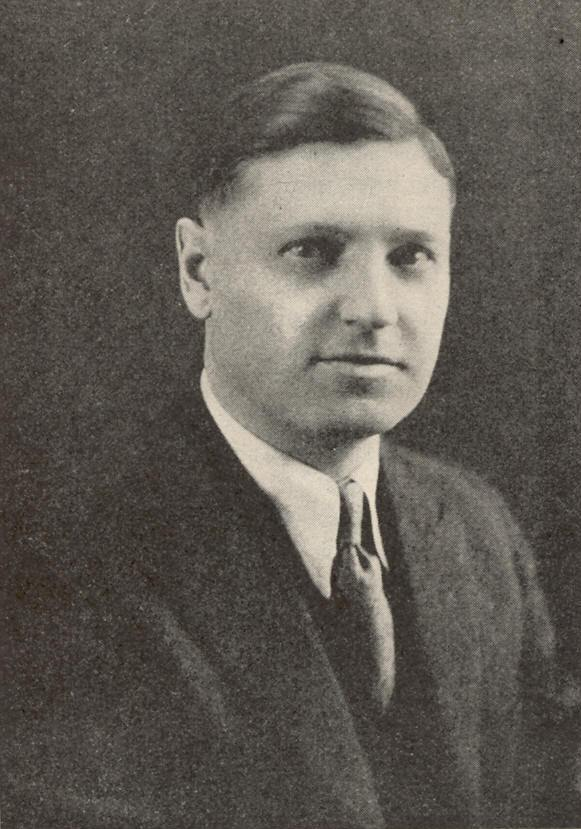
Elmer Otto Kraemer

Elmer Otto Kraemer (* 27. Februar 1898 in Liberty (Wisconsin); † 7. September 1943 in Pittsburgh) war ein US-amerikanischer Chemiker, bekannt für Beiträge zur Kolloidchemie und Polymerchemie.
Kraemer studierte Chemie an der University of Wisconsin mit dem Bachelor-Abschluss 1918. Danach war er dort Instructor und war ab 1921 auf Studienreise in Europa zum Pionier der Kolloidchemie The Svedberg in Uppsala und 1923 zu Herbert Freundlich am Kaiser-Wilhelm-Institut für Physikalische Chemie in Berlin. Bei der Rückkehr in die USA mit Svedberg, der Gastprofessor an der University of Wisconsin war, war er Assistent von Svedberg und wurde 1924 promoviert. 1925 wurde er Assistant Professor an der University of Wisconsin und 1927 bis 1938 leitete er die Kolloidgruppe bei DuPont. Dort war er an der Entwicklung von Nyon durch Wallace Hume Carothers beteiligt. Er starb an einer Gehirnblutung.
In den 1920er Jahren befasste er sich mit Untersuchung von Kolloiden (wie Gelsolen) mit dem Ultramikroskop. Anschließend  untersuchte er ab 1930 Molekülmassen zum Beispiel von Polymeren mit der Ultrazentrifuge. 1933 gelang ihm mit William D. Lansing (1902–1937) bei DuPont die Molekularmassenbestimmung eines synthetischen Polymers mit der Ultrazentrifuge. Sie fanden auch Zusammenhänge zwischen Molekularmasse und Viskosität bei Polymeren.

## Schriften
- The Ultracentrifuge 1939